# Johannes Goeddaeus

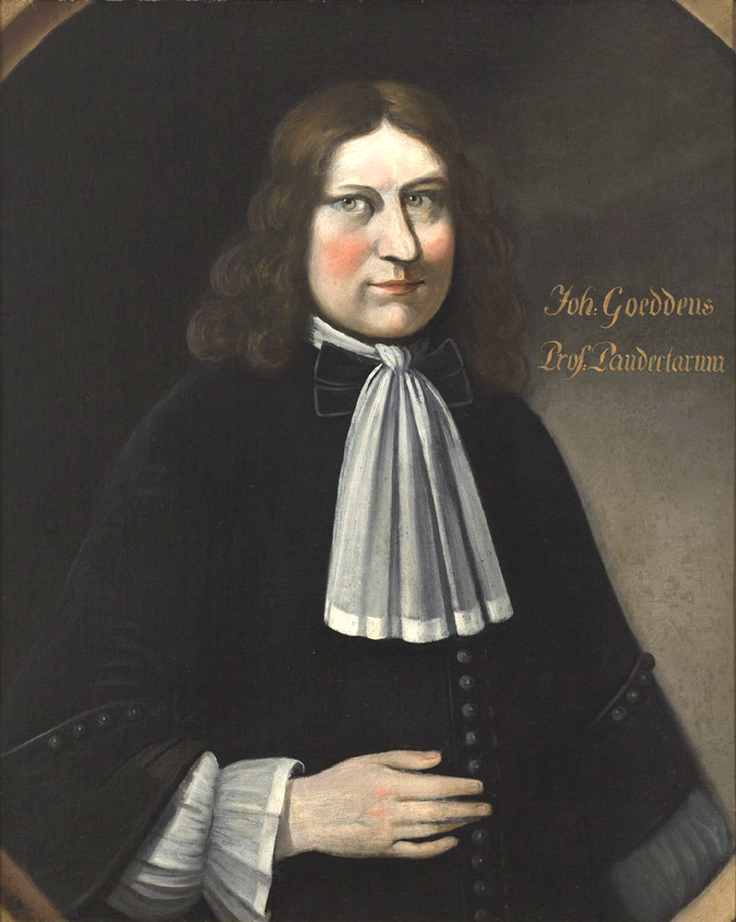
Porträt um 1680

Johannes Goeddaeus II (auch Johannes Goedde; * 13. Dezember 1651 in Kassel; † 29. April 1719 in Marburg) war ein deutscher Rechtswissenschaftler und Hochschullehrer.

## Leben
Goeddaeus war Enkel des Rechtswissenschaftlers Johannes Goeddaeus. Er verlor seinen Vater früh und erhielt in seinem Elternhaus Privatunterricht, bevor er das Pädagogium Marburg beziehen konnte. Dort wurde er unterrichtet, bis er 1666 an der Universität Marburg immatrikuliert wurde. Er absolvierte ein Studium der Rechtswissenschaft, studierte zeitweise an der Universität Leiden und machte eine Reise durch die deutschen Länder und die Niederlande. Anschließend kehrte er nach Marburg zurück. Dort wurde er 1678 zum Doktor der Rechte promoviert.
Goeddaeus erhielt am 3. Januar 1682 eine Stelle als außerordentlicher Professor der Rechte an der Marburger Universität. Im Sommersemester 1683 übernahm er die Stelle als ordentlicher Professor der Institutionen, 1684 wurde er Professor der Pandekten, am 18. Oktober 1692 Professor juris canonici. Am 3. Dezember 1704 erfolgte schließlich seine Ernennung zum Primarius und Professor codicis sive juris publici. In den Jahren 1686, 1689, 1695, 1698, 1701, 1704, 1708, 1712 und 1716 leitete er als Dekan die Juristische Fakultät sowie 1692 und 1704 als Rektor die Universität. Im September 1693 wurde er außerdem zum Kurator der Universität ernannt.
Goeddaeus war ab 1691 Hofgerichtsrat. 1692, 1700, 1704, 1715 und 1717 war er bei den Landtagen der Landstände der Landgrafschaft Hessen in Kassel Abgeordneter der Universität.
Der Rechtswissenschaftler Johann Hartmann Kornmann war sein Schwiegervater, die Rechtswissenschaftler Cornelius van den Velde und Johann Friedrich Hombergk zu Vach waren seine Schwiegersöhne.

## Werke (Auswahl)
- Positiones Iuris Controversae, Ex ff. Lib. XXII. selectae, Kürsner, Marburg 1682.
- De Satisdatione Pro Expensis & Reconventione, Stock, Marburg 1683.
- De Legato, Iure Subsistente, Agnito Ab Herede Illustri Impubere, Tutoris Authoritate Accedente, Kürsner, Marburg 1686.
- De Supremo Iurisdictionis Dominio, Kürsner, Marburg 1700.